# Pjotr Nikolajewitsch Laschtschenko
Pjotr Nikolajewitsch Laschtschenko (russisch: Пётр Николаевич Лащенко *  6. Dezemberjul. / 19. Dezember 1910greg. im Dorf Turja im Bezirk Gorodnjanski, Provinz Tschernigow; † 21. April 1992 in Moskau) war ein sowjetischer Armeegeneral und Held der Sowjetunion.

## Leben

### Frühe Militärkarriere
Laschtschenko wurde in einer ukrainischen Bauernfamilie geboren und arbeitete als Landarbeiter auf einer Kolchose. 1925 zog die Familie in das Dorf Otwaschnoje (Bezirk Archarinsk) in der Provinz Amur um. 1930 wurde er zum aktiven Wehrdienst in der Roten Armee eingezogen. Im Jahr 1933, nach seinem Abschluss an der Wladiwostoker-Infanterieschule, diente er im 3. Schützenregiment der Moskauer proletarischen Schützendivision. Er wurde nacheinander Kommandeur eines Schützenzuges, Kommandeur eines Ausbildungszuges, Kommandeur einer Schützenkompanie und stellvertretender Stabschef im Hauptquartier seines Regiments. Nach der Absolvierung der Frunse-Militärakademie in Moskau wurde er 1939 zum Stabschef des 10. Reserve-Schützenregiments im Sondermilitärbezirk von Kiew ernannt. Ab Februar 1940 war er Kapitän und stellvertretender Chef der Einsatzabteilung beim Kommando des 35. Schützenkorps im Militärbezirk von Odessa.

### Im Vaterländischen Krieg
Ab August 1941 war Hauptmann Laschtschenko Führer taktischer Einsatzabteilungen und stellvertretender Leiter der operativen Abteilung im Oberkommando der 49. Armee. Diese Armee war Anfang August 1941 im Militärbezirk Moskau neu aufgestellt worden und nahm an der Schlacht um Moskau teil. Nach seiner Beförderung zum Major schloss er im Januar 1942 den beschleunigten Kurs an der Woroschilow-Militärakademie ab, welche damals nach Ufa evakuiert wurde. Im Juli 1942 wurde Oberstleutnant Laschtschenko bei der Woronescher Front zum stellvertretenden Stabschef und Leiter der Einsatzabteilung der 60. Armee ernannt, die bis Ende 1942 Abwehrkämpfe am linken Don-Ufer im Norden von Woronesch führte. Er nahm in dieser Position an der Woronesch-Kastornojer (24. Januar – 2. Februar 1943) und Charkower Operation (2. Februar – 3. März 1943) teil und wurde vom Generaloberst I. D. Tschernjachowski für ein aktives Feldkommando vorgeschlagen. Schon Anfang August 1943 wurde Oberst Laschtschenko zum Kommandeur der 322. Schützendivision ernannt, an deren Spitze er an der Schlacht von Kursk, Tschernigow (26. August – 30. September 1943), Kiew (3.–13. November 1943) und Schitomir-Berditschewer Operation (24. Dezember 1943 – 14. Januar 1944) teilnahm.
Für die Führung seiner Truppen in der Tschernigow-Pripjater Operation, wo die 322. Schützendivision im Verband der 13. Armee erfolgreich nacheinander die Flüsse Seim, Desna, Dnjepr und Prypjat überquerte und mithalf einen starken Brückenkopf am rechten Ufer der Ukraine zu etablieren, wurde Laschtschenko durch Dekret des Präsidiums des Obersten Sowjets am 16. Oktober 1943 mit dem Titel Held der Sowjetunion und dem Leninorden ausgezeichnet.
Die 322. Schützendivision nahm 1944 unter seiner Führung an der Rückeroberung der Städte Schitomir und Tarnopol teil. Zu Beginn der Lemberg-Sandomierz-Operation zeichneten sich seine Schützenverbände am 13. Juli 1944 durch den Durchbruch am sogenannten Koltower-Korridors aus. Nachdem Einheiten der 60. Armee die deutsche Verteidigung auf 18 Kilometer Tiefe und 40 Kilometer Breite aufgerissen hatten, erkämpfte die 322. Schützendivision einen schmalen Korridor für den operativen Durchbruch in der Tiefe, der von der 3. Garde-Panzerarmee erfolgreich genutzt wurde. Bei diesen Kämpfen wurde Generalmajor Laschtschenko am 23. Juli 1944 schwer verwundet und verbrachte sechs Monate im Krankenhaus.

### Nachkriegszeit
Von Januar 1945 bis April 1946 war er Direktor der Infanterieschule von Orjol und ab Mai 1946 bis Dezember 1949 Leiter der Infanterieschule von Rjasan. 1951 absolvierte er die Höhere Militärakademie des Generalstabes. Ab Januar 1952 war er Leiter der Generalstabsabteilung für operative Ausbildung. Ab September 1953 kommandierte er eine mechanisierte Division und ab Juli 1954 das 2. Schützenkorps im Baltischen Militärbezirk. Am 8. August 1955 wurde ihm der Rang eines Generalleutnants verliehen. Im September 1955 wurde er zum Kommandeur der sowjetischen Interventionstruppen in Ungarn bestimmt. Sein kombiniertes Spezialkorps umfasste 2 mechanisierte und 2 Luftlande-Divisionen, ein separates Ponton-Brückenregiment und eine Reihe anderer Verbände. Die Truppenstärke entsprach nahezu der einer vollständigen Feldarmee, welche über den Generalstab direkt dem Verteidigungsminister der UdSSR unterstellt war. Im Oktober 1956 kam es zum Aufstand der Ungarischen Volksrepublik gegen die sowjetische Besatzung. Teile von Laschtschenkos Spezialkorps wurde zweimal bei der Niederschlagung der Aufstände in Budapest (23.–24. Oktober und 4.–6. November 1956) eingesetzt. Am 12. November 1956 war der Aufstand in Ungarn vollständig niedergeschlagen. Ab Juli 1957 befehligte Generalleutnant Laschtschenko die 38. Armee. Ab Mai 1959 wurde er Stellvertretender Kommandeur des Militärbezirks Kiew und ab September 1962 trat er die gleiche Position im Karpaten-Militärbezirk an. Im Juli 1964 wurde er Oberbefehlshaber der Truppen des Karpaten-Militärbezirk  und erlangte am 9. Mai 1965 den Rang eines Generaloberst. Seit August 1967 war Laschtschenko der oberste Militärberater der Vereinigten Arabischen Republik und engagierte sich nach der Niederlage Israels im Sechstagekrieg (Juni 1967) beim Wiederaufbau der ägyptischen Armee.
Im Februar 1968 wurde P. N. Laschtschenko zum Armeegeneral und im Dezember 1968 zum Ersten stellvertretenden Oberbefehlshaber der Bodentruppen der Streitkräfte der UdSSR ernannt. Seit Mai 1976 diente er als Generalinspektor-Berater im Verteidigungsministeriums der UdSSR. Er verstarb am 21. April 1992 im 82. Lebensjahr in Moskau und wurde auf dem Nowodewitschi-Friedhof beigesetzt.